# Jewgeni Masunin
Jewgeni Wladimirowitsch Masunin (kasachisch Евгений Владимирович Мазунин; * 18. September 1981 in Ust-Kamenogorsk, Kasachische SSR) ist ein ehemaliger kasachischer Eishockeyspieler, der zuletzt bis 2018 beim HK Almaty in der kasachischen Meisterschaft spielte.

## Karriere
Jewgeni Masunin begann seine Karriere als Eishockeyspieler in der Nachwuchsabteilung von Torpedo Ust-Kamenogorsk, für deren Herren-Mannschaften er seit 1998 in der zweiten und der dritten russischen Spielklasse spielte. Ab der Spielzeit 2003/04 spielte er mit der Mannschaft aus Öskemen auch in der kasachischen Meisterschaft, die 2004, 2005 und 2007 gewonnen werden konnte. Zudem gewann er 2004 und 2007 mit seinem Klub auch den Pokalwettbewerb Kasachstans. Nachdem er von 2008 bis 2010 bei Jermak Angarsk in der Wysschaja Liga gespielt hatte, kehrte er für ein Jahr in seine Geburtsstadt zurück. Anschließend wechselte er in die kasachische Hauptstadt, wo er bis 2013 für den HK Astana auf dem Eis stand. Nach Stationen beim HK Arlan Kökschetau und beim HK Almaty spielte er von Anfang 2015 bis 2017 für den HK Ertis Pawlodar, mit dem er 2015 erneut kasachischer Landesmeister wurde. Seit 2017 stand er erneut beim HK Almaty unter Vertrag. 2018 beendete er seine Karriere.

### International
Im Juniorenbereich spielte Masunin für Kasachstan bei der U18-D-Europameisterschaft 1998 und der U18-Weltmeisterschaft 1999 in der Europa-Division I sowie bei den U20-A-Weltmeisterschaften 2000 und 2001.
Für die kasachische Eishockeynationalmannschaft nahm er an den Weltmeisterschaften der Top-Division 2004, 2005 und 2006 sowie der Division I 2007 und 2009 teil. Zudem stand er im Aufgebot seines Landes bei der Qualifikation für die Olympischen Winterspiele in Turin 2006. Bei den Winter-Asienspielen 2007 gewann er mit den Kasachen durch einen 4:1-Erfolg im entscheidenden Spiel gegen Japan den Titel.

## Erfolge und Auszeichnungen
- 1998 Aufstieg in die Europa-Division I bei der U18-D-Europameisterschaft
- 2004 Kasachischer Meister und Pokalsieger mit Kaszink-Torpedo Ust-Kamenogorsk
- 2005 Kasachischer Meister mit Kaszink-Torpedo Ust-Kamenogorsk
- 2007 Kasachischer Meister und Pokalsieger mit Kaszink-Torpedo Ust-Kamenogorsk
- 2007 Goldmedaille bei den Winter-Asienspielen
- 2009 Aufstieg in die Top-Division bei der Weltmeisterschaft der Division I, Gruppe A
- 2015 Kasachischer Meister mit dem HK Ertis Pawlodar